# Codice della SOIUSA
Il codice della SOIUSA è la codifica utilizzata dalla Suddivisione Orografica Internazionale Unificata del Sistema Alpino (SOIUSA) per classificare le varie montagne del sistema alpino.

## Generalità

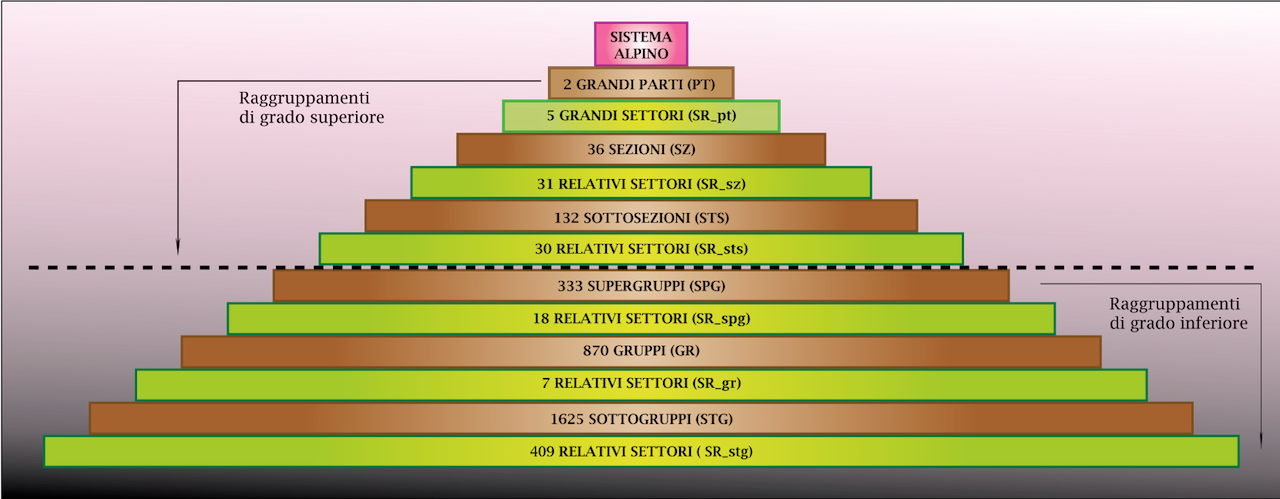
Piramide SOIUSA, ovvero le varie suddivisioni delle Alpi secondo la SOIUSA.

La SOIUSA, superando la tradizionale tripartizione delle Alpi, ha adottato la bipartizione in Alpi Occidentali ed Alpi Orientali.
Sempre secondo la SOIUSA le due grandi parti si suddividono ulteriormente in: 
- 5 grandi settori (SR)
- 36 sezioni (SZ)
- 132 sottosezioni (STS)
- 333 supergruppi (SPG)
- 870 gruppi (GR)
- 1625 sottogruppi (STG).

Conseguentemente ad ogni montagna del sistema alpino può essere applicata una codifica che indica a quale parte, settore, sezione, sottosezione, supergruppo, gruppo e sottogruppo essa appartiene.

## Definizione della codifica
Per costruire la codifica si parte da queste convenzioni:
- 2 grandi parti:
  - Alpi Occidentali indicate con il numero romano I;
  - Alpi Orientali indicate con il numero romano II;
- 5 grandi settori:
  - nelle Alpi Occidentali:
    - Alpi Sud-occidentali individuate dalla lettera maiuscola A;
    - Alpi Nord-occidentali individuate dalla lettera maiuscola B;

  - nelle Alpi Orientali:
    - Alpi Centro-orientali individuate dalla lettera maiuscola A;
    - Alpi Nord-orientali individuate dalla lettera maiuscola B;
    - Alpi Sud-orientali individuate dalla lettera maiuscola C;
- 36 sezioni individuate dai numeri da 1 a 36 partendo dalle Alpi Liguri e terminando con le Prealpi Slovene;
- 132 sottosezioni individuate nella sezione alpina di appartenenza dai numeri romani necessari per contare tutte le sottosezioni;
- 333 supergruppi individuati nella sottosezione alpina di appartenenza dalle lettere maiuscole necessarie per contare tutti i supergruppi;
- 870 gruppi individuati nella sottosezione alpina di appartenenza dai numeri arabi necessari per contare tutti i gruppi della sottosezione;
- 1625 sottogruppi individuati nel gruppo alpino di appartenenza dalle lettere minuscole necessarie per contare tutti i sottogruppi.

Con le convenzioni così adottate ed aggiungendo i seguenti segni di interpunzione (/; -; .; -; . e .) la codifica di una vetta alpina sarà del tipo:
numero romano (I o II) / lettera maiuscola (A, B o C) - numero da 1 a 36 . numero romano - lettera maiuscola . numero arabo . lettera minuscola
In alcuni casi potrà mancare la lettera minuscola finale perché non tutti i gruppi alpini sono suddivisi in sottogruppi.

Altre (rare) volte il sottogruppo è ulteriormente suddiviso in settori; in questi casi alla lettera minuscola principale seguono una barra e un'altra lettera minuscola progressiva.

## Esempio della codifica
- Grande parte = Alpi Occidentali
- Grande settore = Alpi Nord-occidentali
- Sezione = Alpi Graie
- Sottosezione = Alpi del Monte Bianco
- Supergruppo = Massiccio del Monte Bianco
- Gruppo = Gruppo del Monte Bianco
- Sottogruppo = Monte Bianco
- Codice = I/B-7.V-B.2.b

La codifica del Monte Bianco è la seguente:  I/B-7.V-B.2.b
Essa viene dettagliata così:
- I: il Monte Bianco appartiene alle Alpi Occidentali,
- B: il Monte Bianco appartiene alle Alpi Nord-occidentali,
- 7: il Monte Bianco appartiene alle Alpi Graie,
- V: il Monte Bianco appartiene alle Alpi del Monte Bianco (dove le Alpi del Monte Bianco sono la quinta su un totale di sei sottosezioni),
- B: il Monte Bianco appartiene al Massiccio del Monte Bianco (dove il Massiccio del Monte Bianco è il secondo supergruppo per un totale di tre nelle Alpi del Monte Bianco),
- 2: il Monte Bianco appartiene al Gruppo del Monte Bianco (dove il Gruppo del Monte Bianco è il secondo gruppo per un totale di otto gruppi nella sottosezione Alpi del Monte Bianco),
- b: il Monte Bianco appartiene al sottogruppo denominato Monte Bianco (dove il sottogruppo Monte Bianco è il secondo sottogruppo di sei sottogruppi nel gruppo del Monte Bianco).